# ISO 3166-2:CV
ISO 3166-2:CV és el subconjunt per a Cap Verd de l'estàndard ISO 3166-2, publicat per l'Organització Internacional per Estandardització (ISO) que defineix els codis de les principals subdivisions administratives.
Actualment per a Cap Verd, l'estàndard ISO 3166-2, està format per dos nivells de subdivisions:
- 2 regions geogràfiques (les illes de Sobrevent i les illes de Sotavent)
- 22 municipalitats

Cada codi es compon de dues parts, separades per un guió. La primera part és CV, el codi ISO 3166-1 alfa-2 per a Cabo Verde. La segona part pot ser:
- Una lletra: regions geogràfiques
- Dues lletres: municipalitats

## Codis actuals
Els noms de les subdivisions estan disposades segons l'ISO 3166-2 publicat per la "ISO 3166 Maintenance Agency" (ISO 3166/MA).

### Regions geogràfiques
| Codi | Nom de la subdivisió (portuguès) |
| ---- | -------------------------------- |
| CV-B | Ilhas de Barlavento              |
| CV-S | Ilhas de Sotavento               |

### Municipalitats
| Codi  | Nom de la subdivisió (portuguès) | Dins de la regió geogràfica |
| ----- | -------------------------------- | --------------------------- |
| CV-BV | Boa Vista                        | B                           |
| CV-BR | Brava                            | S                           |
| CV-MA | Maio                             | S                           |
| CV-MO | Mosteiros                        | S                           |
| CV-PA | Paul                             | B                           |
| CV-PN | Porto Novo                       | B                           |
| CV-PR | Praia                            | S                           |
| CV-RB | Ribeira Brava                    | B                           |
| CV-RG | Ribeira Grande                   | B                           |
| CV-RS | Ribeira Grande de Santiago       | S                           |
| CV-SL | Sal                              | B                           |
| CV-CA | Santa Catarina do Fogo           | S                           |
| CV-CF | Santa Catarina (Cap Verd)        | S                           |
| CV-CR | Santa Cruz                       | S                           |
| CV-SD | São Domingos                     | S                           |
| CV-SF | São Filipe                       | S                           |
| CV-SO | São Lourenço dos Órgãos          | S                           |
| CV-SM | São Miguel                       | S                           |
| CV-SS | São Salvador do Mundo            | S                           |
| CV-SV | São Vicente                      | B                           |
| CV-TA | Tarrafal                         | S                           |
| CV-TS | Tarrafal de São Nicolau          | B                           |